# Amtsbezirk Gaming
Der Amtsbezirk Gaming war eine Verwaltungseinheit im Mostviertel in Niederösterreich.
Der Amtsbezirk war der Kreisbehörde in St. Pölten unterstellt und besorgte deren Amtsgeschäfte vor Ort. Die Zuständigkeit erstreckte sich neben Gaming auf die damaligen Gemeinden Ahorn, Altenreith, Oberamt, Unteramt, Franzenreith, Göstling an der Ybbs, Gresten, Hochkoglberg, Kienberg, Amt Lunz, Lunz, Perwarth, Puchberg bei Randegg, Randegg, Reinsberg, Schadneramt, Waldamt und Ybbsbachamt.
Der Amtsbezirk umfasste dabei 18 Gemeinden mit 10.438 Einwohnern (lt. Zählung von 1851).